# 杜拉峰

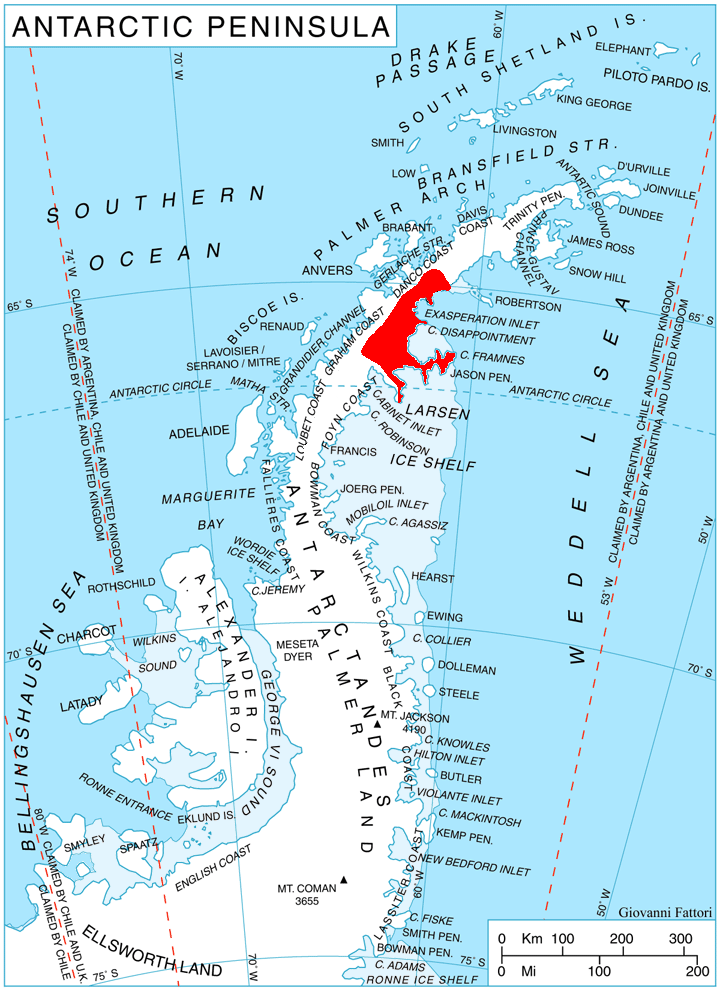

杜拉峰（英語：Duhla Peak）是南極洲的山峰，位於奧斯卡二世海岸，處於默恰埃沃峰東南面1.82公里、寬達里山以西13.8公里和杜格爾扎夫峰東北面10.4公里，屬於扎格列歐斯嶺的一部分，海拔高度900米，現時由南極條約體系管理。